# Lunar Jim
Lunar Jim è una serie televisiva a passo uno, prodotta da Halifax Film, Alliance Atlantis e CBC Television, composta da due stagioni, di ventisei e venti puntate; la serie è rivolta ad un pubblico in età prescolare.

## Produzione
La serie è una coproduzione fra Halifax Film Company, CBC Television e  Alliance Atlantis, la quale è stata affidata anche la distribuzione oltremare.

## Personaggi principali
- Jim: è un cosmonauta dalla caratteristica chioma composta da un unico ciuffo biondo. Doppiatore originale: Ben Zelkowicz, doppiatore italiano: Stefano Crescentini
- Ted: è un robot senziente, vanesio e ciarliero. Il nome per esteso è Tecnica  Elettronica e Dinamica. Doppiatore originale: John Davie, doppiatore italiano: Alessio Cigliano
- Ripple: è la meccanica e l'inventrice del gruppo, mora di capelli e di carnagione. Doppiatrice originale: Gillian Anderson, doppiatrice italiana: Emanuela Damasio
- Eco: è l'agronomo del gruppo, riconoscibile dai capelli rossicci, ed è il più forte fisicamente. Doppiatore originale: Jim Fowler, doppiatore italiano: Davide Lepore
- Pixel: è una elaboratrice elettronica che affida volta per volta le missioni esplorative al gruppo. Doppiatrice originale: Kristen Bell, doppiatrice italiana: Daniela Calò
- Rover: è il cane robot di Jim, che lo segue in ogni missione.

## Lista episodi

### Stagione 1
1. Meteor Mystery / That Sinking Feeling
2. Pest Problem / The Secret of Crystal Cave
3. The Moon Thief / That's Odd, Where's the Pod?
4. Up, Up and Away (Almost) / The Whistling Craters
5. Wrong Way T.E.D / Running on Empty
6. Jim Gets Mucky / Forget Me Nots
7. Recipe for Rover / Voice Recorder T.E.D
8. Real Slick, T.E.D / The Space Pirate
9. Puddle Predicament / The Chime Flowers
10. Mind and Muscle / Moonbubbles and Bellyburps
11. The Big Switcheroo / A Little Moon Music
12. Rover's Big Dig / The Big Sneeze Mystery
13. Jim and T.E.D's Wild Ride / Too Many Fluffies
14. Cosmic Kite / Crater Critter
15. Lost and Found Friends / Space Junk
16. Ripple's Moon Blast-Off Board / Force Field Trampoline
17. The Falling Star / Big Bowling Bash
18. Scooperbot Hide and Seek / Ripple's Web Sprayer
19. Moon Mischief / Short Circuit Gloves
20. I'm like a Bird / Lunar Lily Pads
21. The Topsy-Turvy Zone / Robo Puzzle
22. Lunar Litter Bugs / Rhyme Me a River
23. Incredible Shrinking T.E.D / Rover's Rocket Roamer
24. T.E.D and the Beanstalk / Moon Pixies
25. Lunar Attraction / The Floating Fruit
26. Cowbot T.E.D / A Surprise for Jim

### Stagione 2
1. Tag the Dog / Homemade Circus
2. T.E.D.'s Big Bang Boomerang / Magnetic Personality
3. Moon Mole Madness / Ted & the Stick-um Plant
4. March of the Fluffies / Lunar Laser Flies
5. Poppin' Pancakes / Night Light
6. Moonshrooms / Leaf Thief
7. Let's Get Balloonar! / Tight Squeeze
8. Popper Berries / Moonport Blues
9. The Lunar Twist / A Prickly Problem
10. Copy That, Jim! / The Space Chompster
11. The Missing Astronaut / Comet Atchou
12. Where's Jupiterbug? / Hatching A Plan
13. The Lunar Leaper / The No-See-Um Ray
14. The Homeless Crab / The Bouncing Buzzpip
15. T.E.D.'s Pet / Yik Yak in the Crater
16. Wind Power / Lunar Legs
17. Moonbeard's Treasure / Rocket Pack T.E.D.
18. Skater T.E.D. / Space Symphony
19. A Major Problem / The Real Ripple
20. A Sticky Situation / The Squawker